# Missões diplomáticas do Iêmen

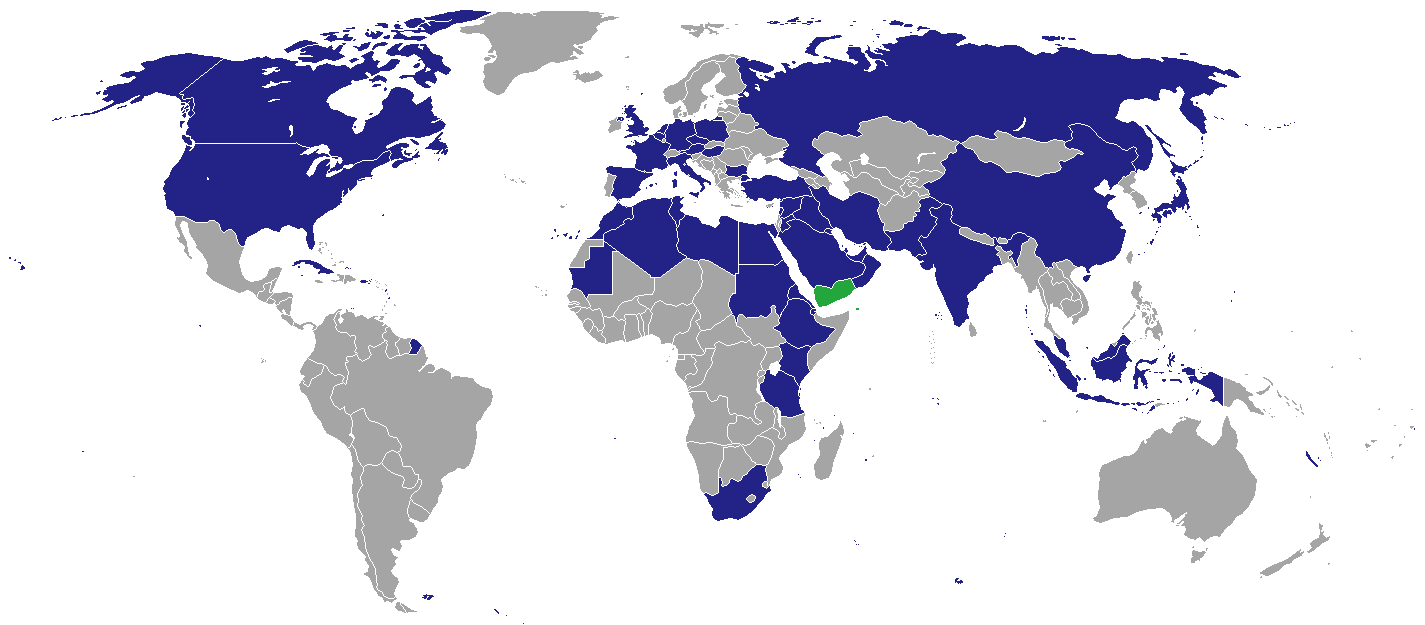
Mapa das missões diplomáticas do Iêmen.

Abaixo estão as embaixadas e consulados do Iêmen.

## Europa

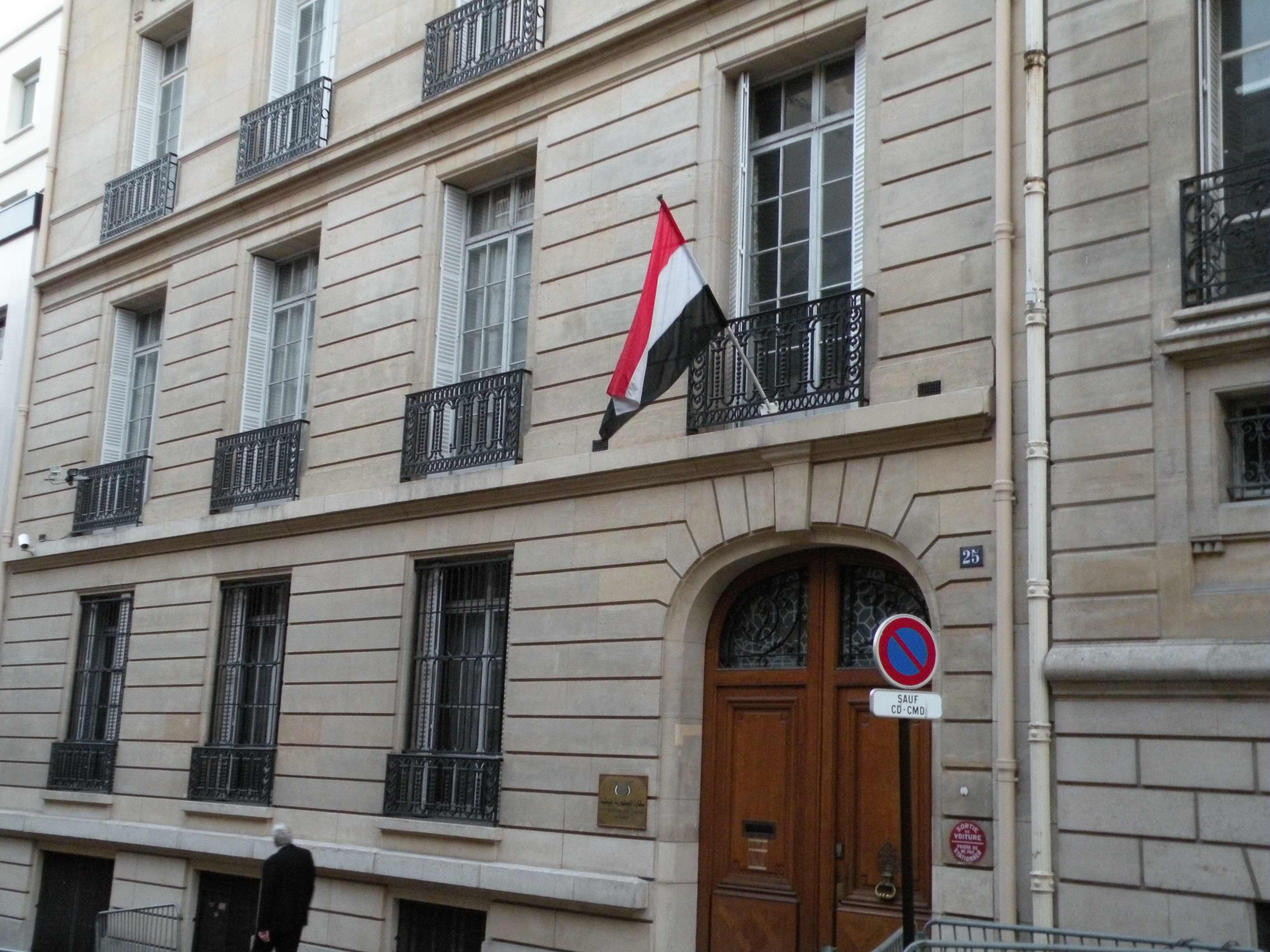
Embaixada do Iêmen em Paris, França.

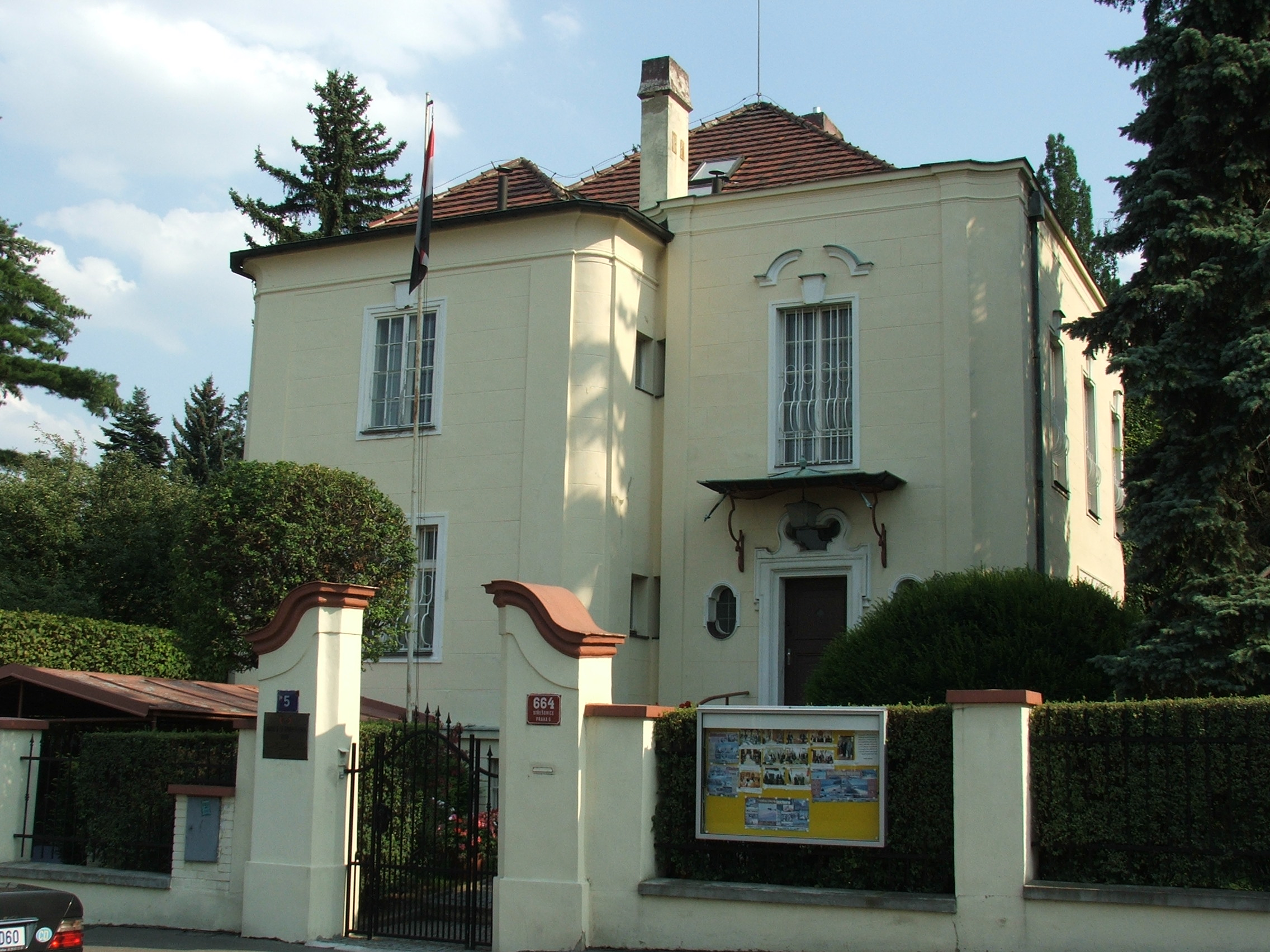
Embaixada do Iêmen em Praga, República Tcheca.

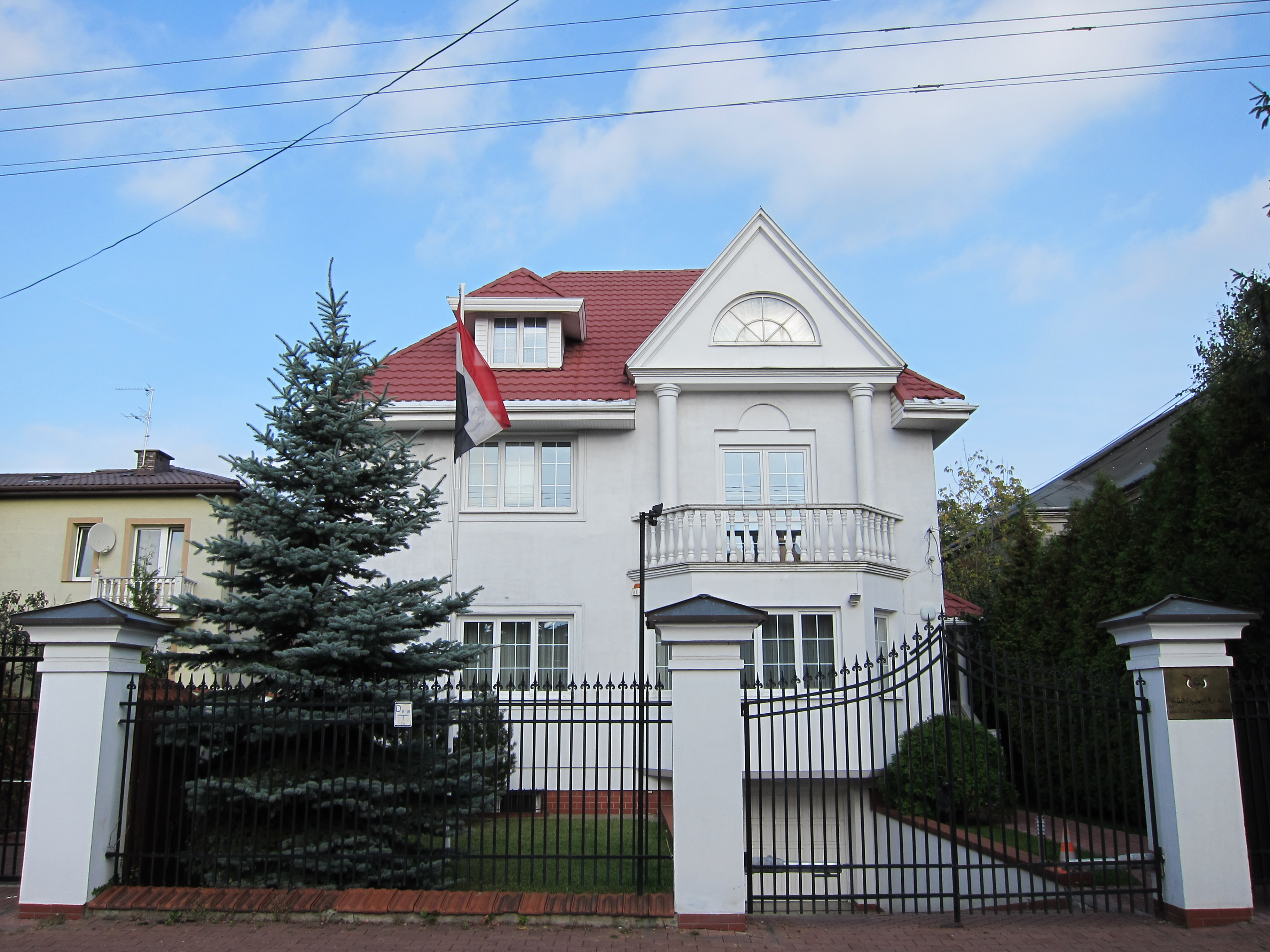
Embaixada do Iêmen em Varsóvia, Polónia.

- Alemanha
  - Berlim (Embaixada)
- Áustria
  - Viena (Embaixada)
- Bélgica
  - Bruxelas (Embaixada)
- Bulgária
  - Sófia (Embaixada)
- França
  - Paris (Embaixada)
- Hungria
  - Budapeste (Embaixada)
- Itália
  - Roma (Embaixada)
- Países Baixos
  - Haia (Embaixada)
- Polónia
  - Varsóvia (Embaixada)
- Chéquia
  - Praga (Embaixada)
- Roménia
  - Bucareste (Embaixada)
- Rússia
  - Moscou (Embaixada)
- Espanha
  - Madri (Embaixada)
- Reino Unido
  - Londres (Embaixada)

## América
- Canadá
  - Otava (Embaixada)
- Cuba
  - Havana (Embaixada)
- Estados Unidos
  - Washington, D.C. (Embaixada)

## Oriente Médio
- Arábia Saudita
  - Riade (Embaixada)
  - Jedá (Consulado-Geral)
- Bahrein
  - Manama (Embaixada)
- Emirados Árabes Unidos
  - Abu Dabi (Embaixada)
- Irão
  - Teerã (Embaixada)
- Iraque
  - Bagdá (Embaixada)
- Jordânia
  - Amã (Embaixada)
- Kuwait
  - Cidade do Kuwait (Embaixada)
- Líbano
  - Beirute (Embaixada)
- Omã
  - Mascate (Embaixada)
- Catar
  - Doa (Embaixada)
- Síria
  - Damasco (Embaixada)
- Turquia
  - Ancara (Embaixada)

## África
- África do Sul
  - Pretória (Embaixada)
- Argélia
  - Argel (Embaixada)
- Djibuti
  - Djibouti (Embaixada)
- Egito
  - Cairo (Embaixada)
- Eritreia
  - Asmara (Embaixada)
- Etiópia
  - Adis-Abeba (Embaixada)
- Quênia
  - Nairóbi (Embaixada)
- Líbia
  - Trípoli (Embaixada)
- Mauritânia
  - Nuaquexote (Embaixada)
- Marrocos
  - Rabate (Embaixada)
- Sudão
  - Cartum (Embaixada)
- Tanzânia
  - Dar es Salaam (Embaixada)
- Tunísia
  - Túnis (Embaixada)

## Ásia
- China
  - Pequim (Embaixada)
- Índia
  - Nova Délhi (Embaixada)
- Indonésia
  - Jacarta (Embaixada)
- Japão
  - Tóquio (Embaixada)
- Malásia
  - Kuala Lumpur (Embaixada)
- Paquistão
  - Islamabad (Embaixada)

## Organizações multilaterais
- Bruxelas (Missão permanente do Iêmen ante a União Europeia)
- Cairo (Missão permanente do Iêmen ante a Liga Árabe)
- Nova Iorque (Missão permanente do Iêmen ante as Nações Unidas)